# 阿尔瓦雷斯 (瓜达拉哈拉省)
阿尔瓦雷斯，是西班牙卡斯蒂利亚-拉曼恰瓜达拉哈拉省的一个市镇。总面积29平方公里，总人口481人（2001年），人口密度17人/平方公里。